# Krzesław Kurozwęcki

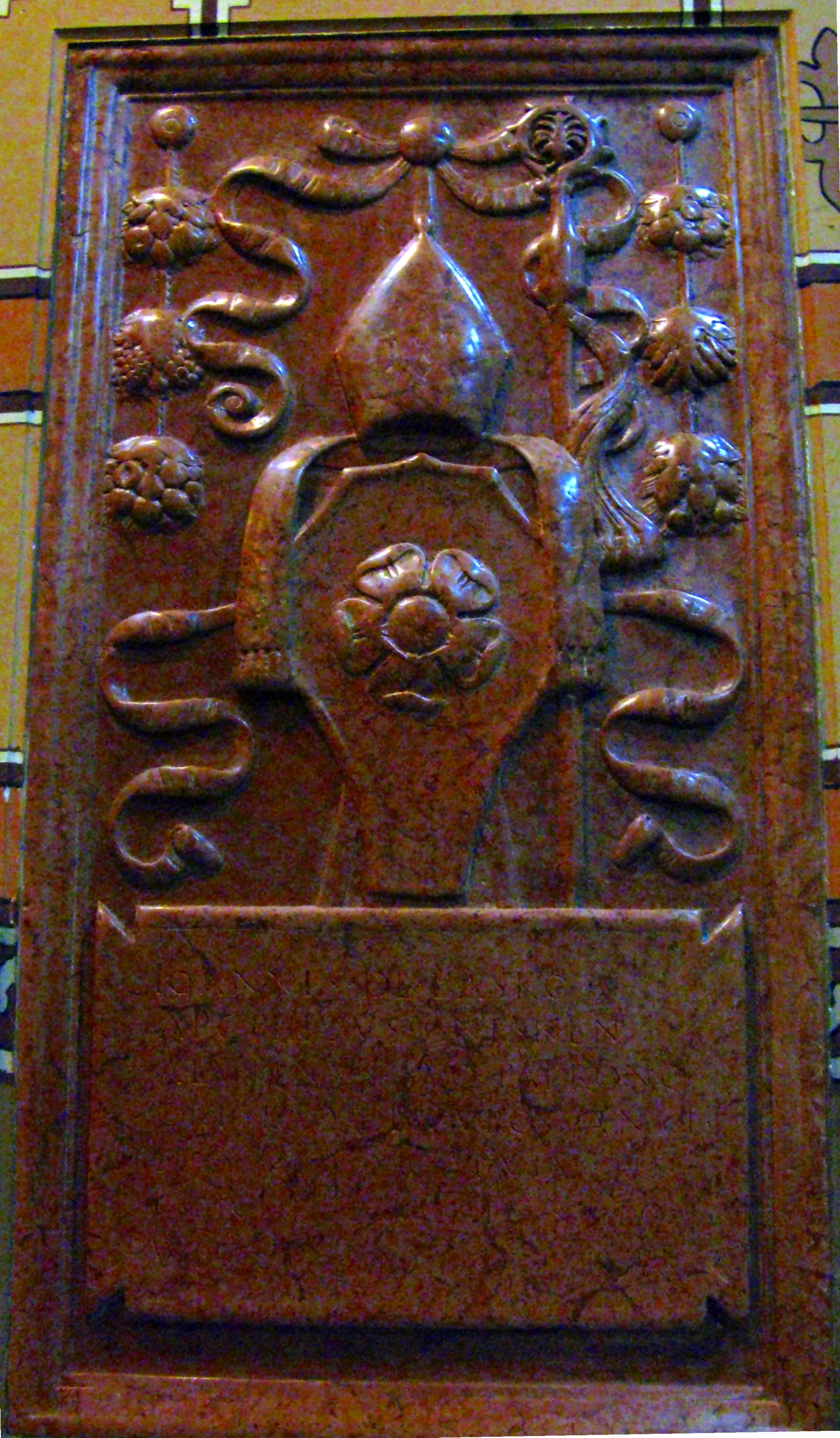
Epitafium Krzesława Kurozwęckiego, dłuta Jana Florentczyka w bazylice katedralnej Wniebowzięcia NMP we Włocławku

Krzesław Kurozwęcki herbu Poraj (ur. 1440 – zm. 5 kwietnia 1503) – biskup kujawski, kanclerz wielki koronny.
Jego ojcem był Krzesław Kurozwęcki, kasztelan wiślicki i lubelski, starosta generalny Wielkopolski, starosta piotrkowski, a bratem Stanisław Kurozwęcki, także kanclerz wielki koronny.
Odbył studia w Akademii Krakowskiej. W 1461 został kanonikiem włocławskim, w 1476 krakowskim. Kantor poznańskiej kapituły katedralnej w latach 1480-1484. Był także dziekanem gnieźnieńskim i krakowskim. W 1493 został biskupem kujawskim. W swojej diecezji przeprowadził 3 synody, tępił zwolenników husytyzmu na swoim terenie. Równolegle pełnił ważne funkcje państwowe. W 1476 został pierwszym sekretarzem króla Kazimierza Jagiellończyka, a on 1483 pełnił funkcję kanclerza wielkiego koronnego. W 1490 posłował na Węgry w celu osadzenia na tamtejszym tronie królewicza Jana Olbrachta, będąc jednym z najbliższych jego współpracowników. Był świadkiem wydania przywileju piotrkowskiego w 1496 roku. 6 maja 1499 roku podpisał w Krakowie akt odnawiający unię polsko-litewską. Podpisał dekret elekcyjny Aleksandra Jagiellończyka na króla Polski 3 października 1501 roku. W 1501 roku był jednym z możnych, którzy zmusili Aleksandra Jagiellończyka do wydania przywileju mielnickiego. Był sygnatariuszem unii piotrkowsko-mielnickiej w 1501 roku.
Był także protektorem Jana Łaskiego, późniejszego prymasa Polski, którego zatrudnił w swojej kancelarii i m.in. wysłał do Rzymu w misji uzyskania biskupstwa włocławskiego.
Pochowany w katedrze Wniebowzięcia NMP we Włocławku.